# Cryptomelaena
Cryptomelaena es un género de polillas de la familia Tortricidae.

## Especies
- Cryptomelaena dynastes Diakonoff, 1983